# Powstania szkockie
Powstania szkockie – narodowowyzwoleńcze powstania wzniecane przez jakobickich zwolenników legitymistycznej dynastii Stuartów.

## 1689
- Powstanie Dundeego - rozpoczęte ogłoszonym w Irlandii 16 kwietnia 1689 r. przez Johna Grahama, wicehrabiego Dundee zaciągiem pod sztandary króla Jakuba II Stuarta. Desant w Kintyre z 200 osobowym oddziałem powiódł się głównie dzięki zmianie na stanowisku głównodowodzącego armią zwolenników Wilhelma III Orańskiego. Pierwsze poparły powstanie klany góralskie.

W czerwcu siły powstańcze liczyły 8 batalionów i 2 kompanie, złożone głównie z górali. Atakowi dzikich i walecznych oddziałów klanowych nie potrafiły się przeciwstawić liczniejsze, zwarte oddziały nowoczesnej armii rządowej w bitwie pod Killiecrankie. Powstańcy stracili jednak w tej bitwie swego przywódcę, gdyż Dundee chcąc uhonorować swych dumnych góralskich żołnierzy walczył wbrew radom sztabu z bronią w ręku w pierwszej linii.
Kolejne bitwy (pod Cromdale, Boyne, Dunkeld) były w większości przegrane i powstanie wygasło w końcu 1691, zwłaszcza po ogłoszeniu ultimatum przez Wilhelma. Ostatnim zbrojnym akcentem powstania była zbrodnia wojsk orańskich dokonana w Glencoe.

## 1708

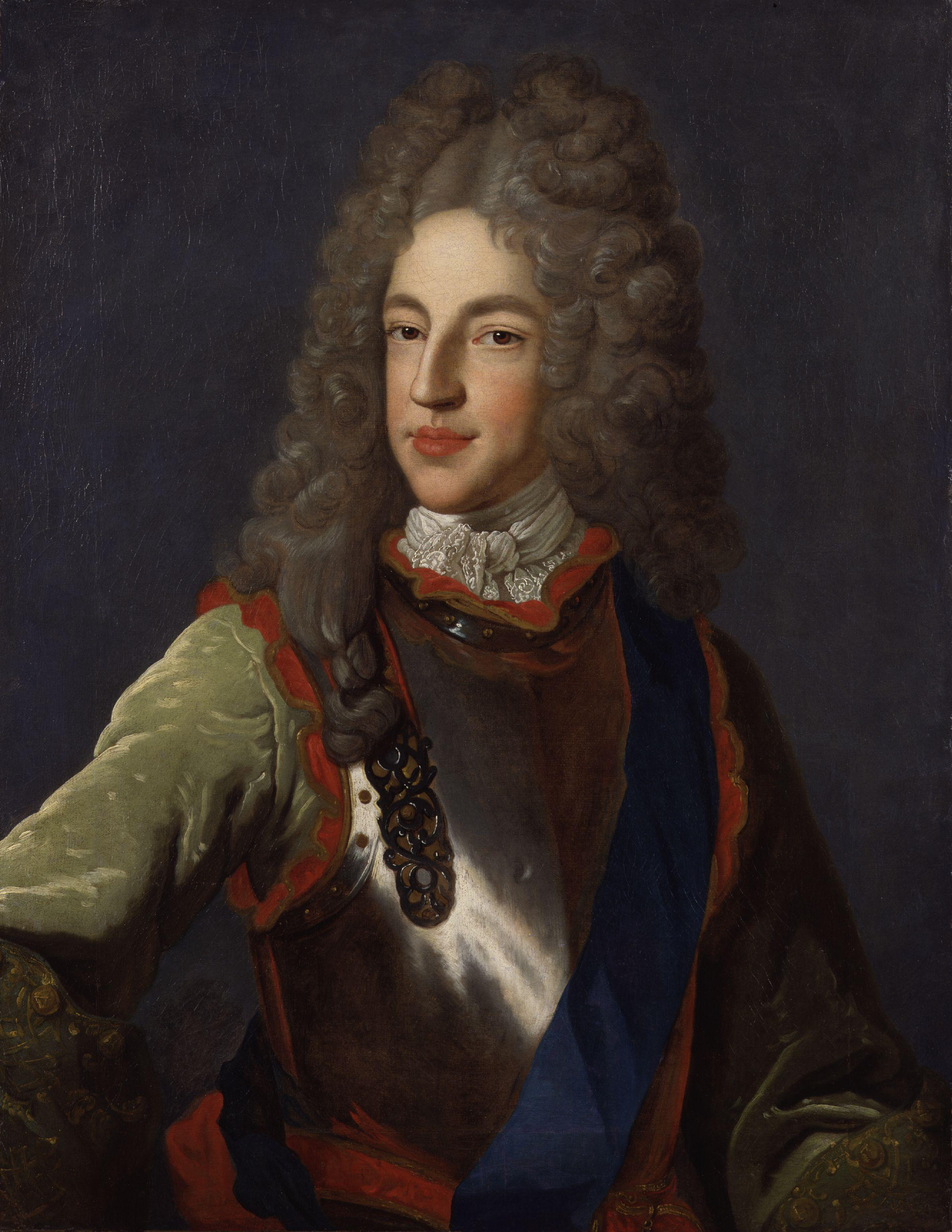
Jakub Franciszek Edward Stuart

- próba inwazji w 1708 r. - W 1708 r. Jakub Stuart, zwany „starym pretendentem”, uznany przez jakobitów i Francję za Jakuba III wyruszył z Dunkierki z 30 okrętami i siłami ok. 6 tys. żołnierzy, głównie francuskich. Próba desantu została udaremniona jeszcze na wodach Kanału przez Royal Navy.

## 1715

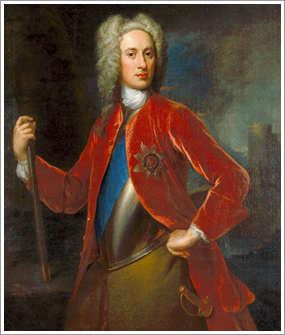
John Campbell, 2. książę Argyll

- Pierwsza Wielka Rebelia (nazywana też „pierwszym jakobickim powstaniem”, „powstaniem 15. roku”) - rozpoczęte w lecie 1715 zwołaniem przez hrabiego Mar wodzów klanów na „wielkie polowanie” w Beamar. 8 września Mar ogłosił Jakuba Stuarta legalnym suwerenem. Wkrótce siły powstańcze zdobyły Perth i wzrosły do ok. 8 tys. Do powstania przyłączyli się jakobici z północnej Anglii pod wodzą Thomasa Kenmure'a w sile 300 konnych. Próba marszu w głąb Anglii zakończyła się klęską sił jakobickich w bitwie pod Preston w Lancashire.

W Szkocji odbicie Perth przez siły rządowe dowodzone przez Johna Campbella, 2. księcia Argyll, złożone głównie z Campbellów 13 listopada 1715 było w zasadzie końcem powstania. 4 lutego 1716 r. Jakub III Stuart odpłynął do Francji.

## 1719

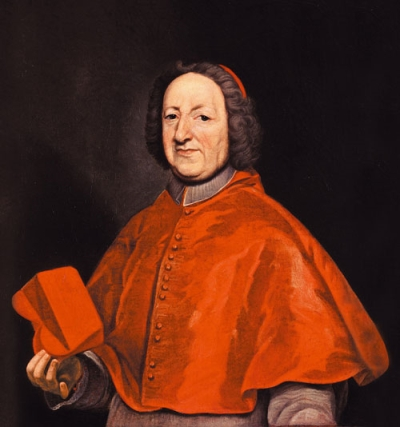
Giulio Alberoni

- Próba inwazji w 1719 r. - zorganizowana przy wsparciu Hiszpanii.

Kolejny sojusz zaoferował Jakubowi Stuartowi hiszpański minister, kardynał Giulio Alberoni. Siły inwazyjne liczyły ok. 5 tys. ludzi, na 27 okrętach. Większość hiszpańskich okrętów zatonęła jednak w czasie sztormu na Kanale. Dwie ocalałe fregaty wysadziły 300 hiszpańskich żołnierzy, do których dołączył niewielki oddział zgromadzony przez Lorda Tullibardine i Wielkiego Marszałka Szkocji. Nieliczne, wskutek niewielkiego poparcia klanów, siły powstańcze zostały rozbite przez wojska Jerzego I w bitwie pod Glen Shiel.

## 1744
- Próba inwazji w 1744 r. – nieudana próba inwazji w sile ok. 10 tys. ludzi, głównie żołnierzy francuskich. Większość floty inwazyjnej została zniszczona i zatopiona w wyniku sztormu, i w rezultacie akcja została odwołana. Wsparcie króla Francji spowodowało ostre protesty dyplomatyczne Anglii.

## 1745

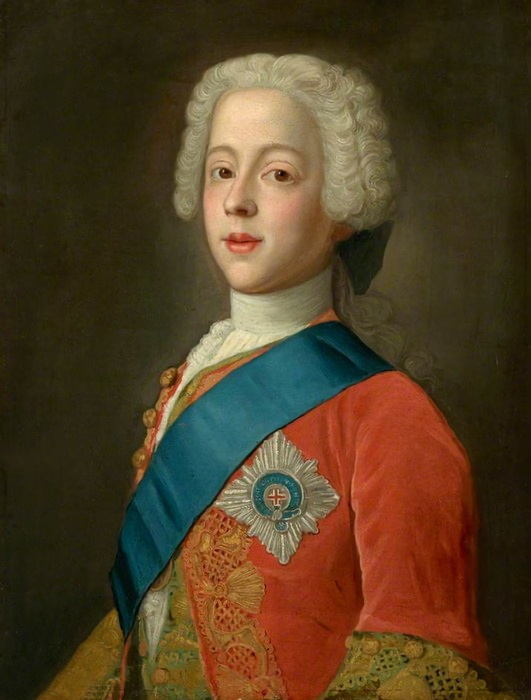
Karol Edward Stuart

- Druga Wielka Rebelia (zwana „drugim jakobickim powstaniem”, „powstaniem 45. roku”) - powstanie zorganizowane przez „Młodego Pretendenta”, księcia Karola Edwarda Stuarta, syna Jakuba III. Jako jedyne z powstań szkockich miało pełne szanse na powodzenie.

Rozpoczęte przybyciem do Szkocji księcia Karola Edwarda, który przy braku tym razem wsparcia Francji, z własnej kieszeni finansował przedsięwzięcie. 2 sierpnia 1745 r. młody książę wylądował na Hebrydach z niewielką grupą jakobickich emigrantów, 700 ochotnikami z Irlandzkiej Brygady i ładunkiem broni dla powstańców.
Młodzieńczy zapał Karola Edwarda, jego szacunek dla góralskich tradycji oraz krwawe rządy angielskich najeźdźców przyczyniły się do masowego poparcia powstania. Prócz większości klanów góralskich przyłączali się również jakobici z nizin i Anglii. Armia powstańcza prawie bez walki zajęła stolicę Szkocji - Edynburg. Pierwsze wielkie zwycięstwo w bitwie pod Prestonpans 21 września przyczyniło się do podniesienia morale wojsk i dalszego napływu ochotników. Powstańcy rozpoczęli marsz na Newcastle, w Londynie zapanowała panika. Jednak niezdecydowanie dowódców, niesnaski w sztabie i zaczynające się dezercje wśród ochotników przyczyniły się do klęski. Armia rządowa została natomiast wsparta świeżymi hanowerskimi siłami, ściągniętymi z kontynentu. Mimo to wojska szkockie zdołały jeszcze pokonać Anglików w bitwie pod Falkirk. Ostateczną klęskę siły jakobickie poniosły 16 kwietnia 1746 w bitwie pod Culloden Moor, na moczarach opodal Inverness. „Młody pretendent” został siłą wycofany z walki i po kilku miesiącach ukrywania się wśród góralskich stronników wrócił do Francji.
Anglicy i ich zwolennicy pod wodzą głównodowodzącego księcia Cumberland rozpoczęli krwawe represje. Większość rannych pod Culloden została dobita, ponad 1000 jeńców sprzedano jako niewolników na plantacje w Ameryce, w Szkocji zaczęły się prawdziwe polowania na jakobitów. System klanowy został zakazany, zakazano nawet używania narodowego stroju szkockiego, języka gaelickiego i posiadania broni. Syn Jerzego II, książę Cumberland zyskał miano „rzeźnika Cumberlanda”.
Na kanwie tych wydarzeń powstała powieść Waltera Scotta Waverley, a także Roberta Louisa Stevensona Porwany za młodu.